# Histoire de la république du Congo

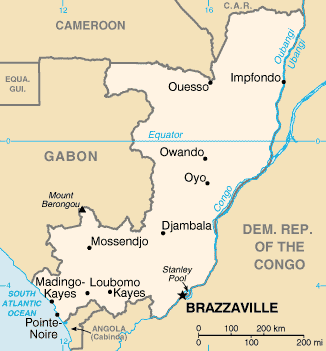
La république du Congo

Cet article résume l’histoire de l’actuelle république du Congo de 1880 à aujourd’hui. Ce pays a acquis son indépendance le 15 août 1960. Ses autres noms à l’époque coloniale ont été Congo français puis territoire du Moyen-Congo (pour le distinguer de l’État indépendant du Congo devenu Congo belge en 1908) et enfin république du Congo dès le 28 novembre 1958 (un an et demi avant son indépendance).
La république du Congo actuelle est un pays d'Afrique centrale, parfois appelé Congo-Brazzaville pour le différencier d'avec la république démocratique du Congo (appelée Congo-Kinshasa pour la même raison). La république du Congo a aussi été connue sous le nom officiel de république populaire du Congo de 1969 à 1992 avant de reprendre son nom d'origine.

## Avant 1875: période pré-coloniale

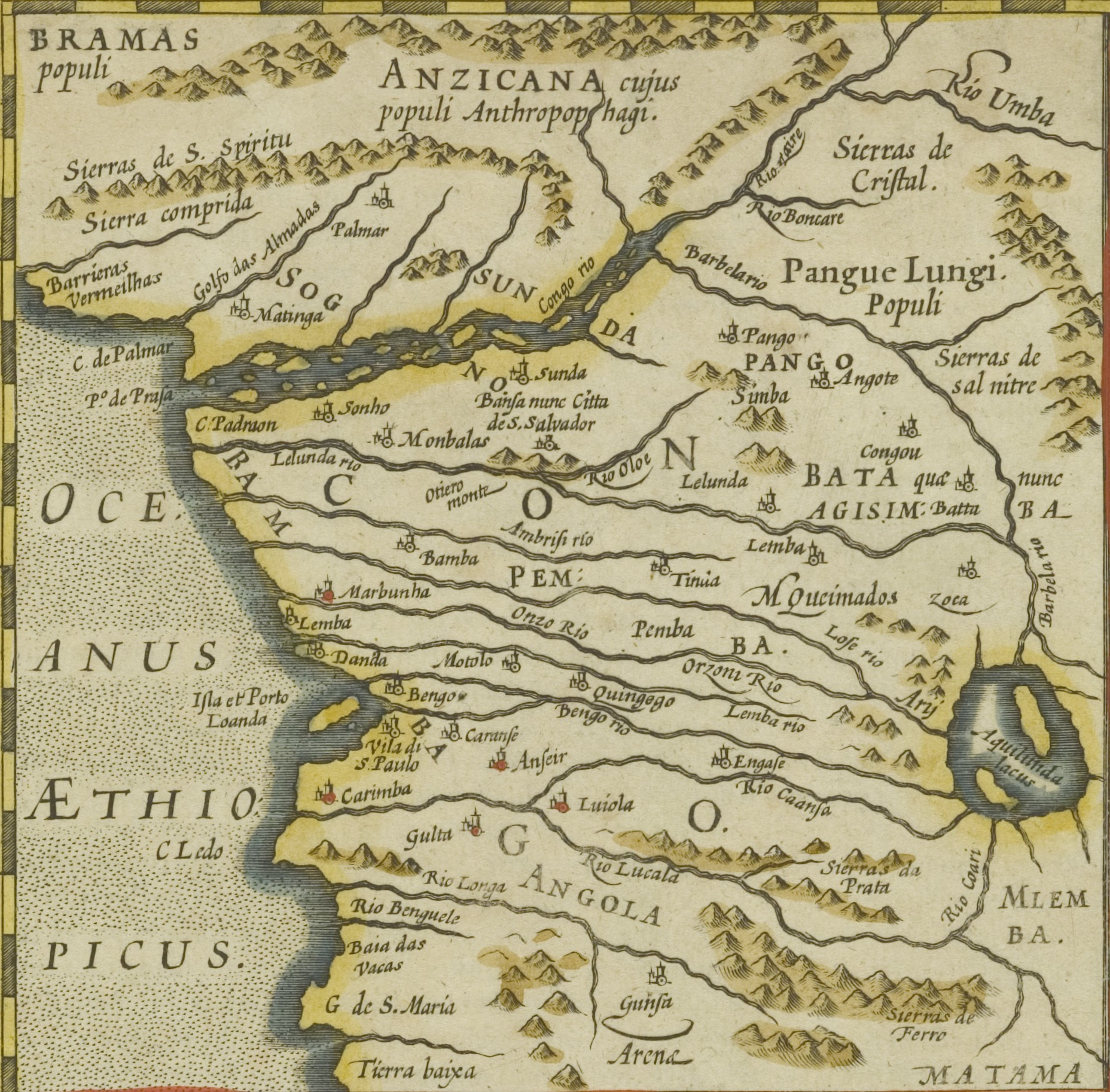
La région du Congo d'après une carte de Mercator (vers 1623).

Les Pygmées sont les premiers habitants du Congo. Le pays a ensuite été touché par la grande migration des Bantous, venus du nord en longeant la côte et les cours d'eau. Plusieurs royaumes, dont on ne connaît pas encore bien les origines, se succèdent ou coexistent. D'abord le royaume de Loango (fondé entre les Xe et XIIe siècles) dans toute la partie sud, le massif du Mayombe et sur la côte. Ensuite le Congo (fondé au XIIIe siècle) dans les territoires du Nord de l'Angola et du Cabinda, du Sud-Est de la république du Congo, l'extrémité occidentale de la république démocratique du Congo et une partie du Gabon. Enfin le royaume Tio (fondé au XVIIe siècle) dans les régions des plateaux, du Pool, la Lékoumou et à l'Est du Gabon. Les Bantous introduisent le travail du fer et construisent un réseau commercial dans le bassin du Congo.
Les premières sources écrites sur la région à laquelle correspond aujourd'hui le territoire de la république du Congo sont issues des premières explorations européennes. Les Portugais s'aventurent dans le golfe de Guinée à partir de la fin du XVe siècle ; Diogo Cão atteint l'embouchure du fleuve Congo en 1482. Il effectue un nouveau voyage deux ans plus tard, au cours duquel il dit avoir remonté le cours du fleuve sur plus de cent kilomètres, jusqu'aux rapides de Yellala.

## Colonisation française (1875-1960)

### Premières explorations

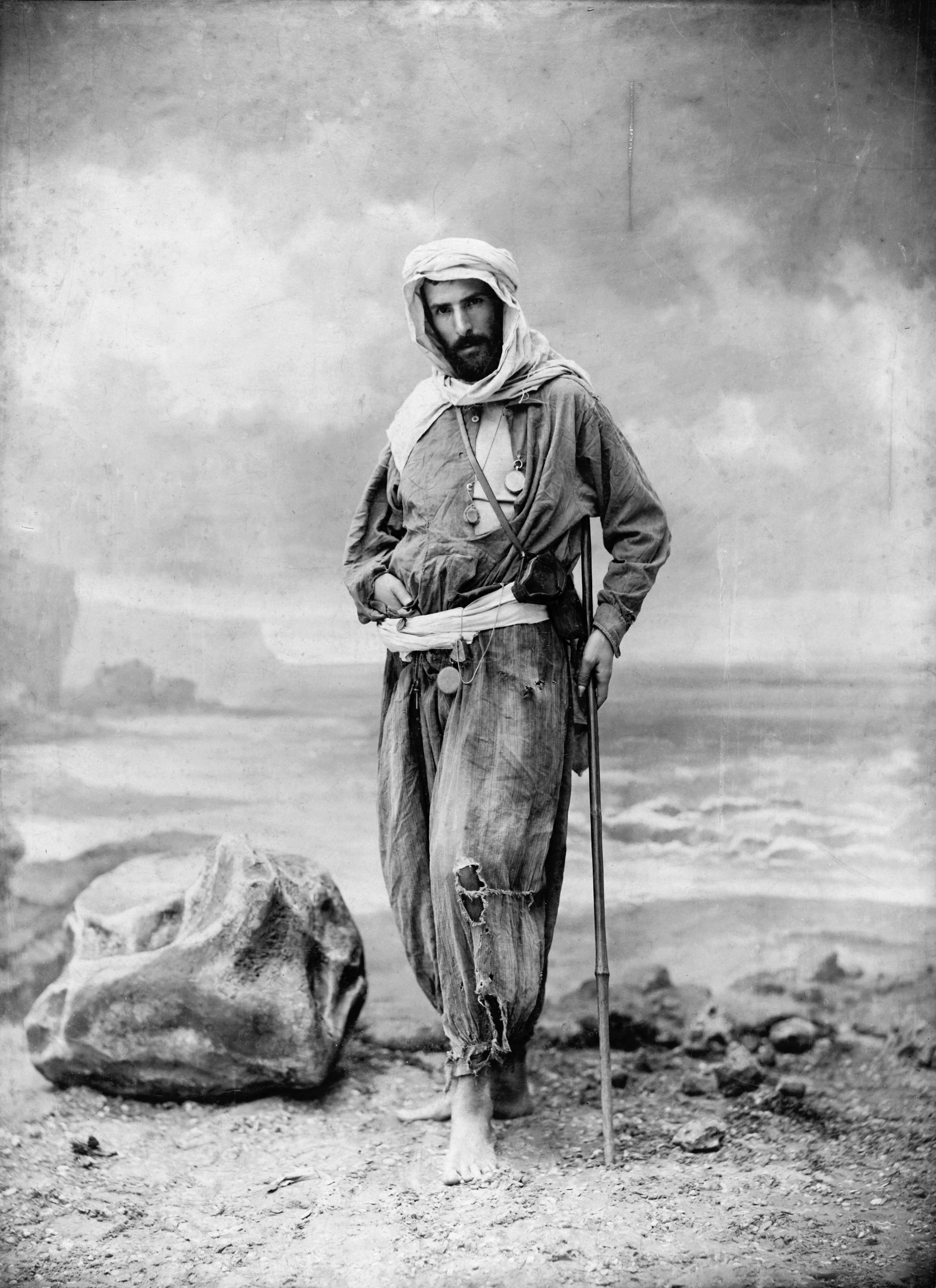
L'explorateur franco-italienSavorgnan di Brazza (photo de Nadar).

La colonisation française débute en 1875, date de la première expédition de Pietro Savorgnan di Brazza dans ce territoire. De 1875 à 1878, celui-ci remonte l'Ogooué, puis la Mpassa. En 1880, lors d'un nouveau voyage, il rencontre le Makoko de Mbé, Illoy Ier, un chef exerçant son autorité sur des chefs de terres autour de l'Alima et du fleuve Congo nommées Royaume Tio. Savorgnan de Brazza obtient par traité l'autorisation d'installer une station française à l'endroit où se trouve l'actuelle Brazzaville. En octobre 1880 le premier établissement français est donc créé, sur le site de Mfoa sur les rives du fleuve Congo. Au fur et à mesure de l'expansion coloniale, la France dépêche des émissaires, qui obtiennent des traités similaires avec les autres chefs de terre du territoire. Les premiers missionnaires s'installent dans la région en 1883, à Linzolo (environ 30 kilomètres au sud de Brazzaville) et Loango (au nord de l'actuelle Pointe-Noire). Un vicariat apostolique du Congo français est créé en 1886, avec à sa tête Mgr Carrie. En 1903, le Congo Français devient territoire du Moyen-Congo.
Le 28 septembre 1897 au 28 avril 1900, Henri-Félix de Lamothe est Commissaire général du Congo français en remplacement de Savorgnan de Brazza. Il va instaurer l'impôt de capitation dans le territoire qui était demandé par les sociétés concessionnaires. Le même jour, un décret sur la réorganisation du Congo français prévoit le rattachement de l'Oubangui aux territoires du Congo français, les deux lieutenants-gouverneurs généraux du Congo français et de l'Oubangui-Chari sont maintenus mais placés sous les ordres directs du commissaire général. Un second décret sur le service de la justice au Congo français qui entraîne la rupture du lien entre la justice du Congo français avec celle du Sénégal. Création d'une cour d'appel au Congo. Ces textes réorganisaient d'une manière formelle la colonie sans s'attaquer aux problèmes posés par l'exploitation de ces nouvelles colonies.
Depuis juillet 1895 la première mission d'Émile Gentil a remonté le fleuve Congo, puis l'Oubangui et enfin le Chari, arrive, en Octobre 1897, sur le territoire du sultan (Mbang) du Baguirmi, Mohamed Abd er Rhaman Gaourang II, avec lequel il signe un traité d'alliance qui confie à la France le protectorat sur le Baguirmi pour le protéger de Rabah, venu du Bahr-el-Ghazal,,,.
En 1898, Henri de Lamothe est rappelé à Paris par le gouvernement qui souhaite avoir son avis sur un régime de concession prévoyant de grandes concessions territoriales destinées à mettre en valeur nos possessions congolaises sur le modèle, apparemment prometteur, de ce qui se faisait dans l'État indépendant du Congo. Il fit alors de nombreuses réserves sur les résultats probables de ce système. Dès 1899, Eugène Étienne, un des principaux chefs du parti colonial, alors sous-secrétaire d’État aux colonies, le met en place. Le territoire est distribué en concessions trentenaires à des compagnies contre acquittement d'un impôt correspondant à 15 % des bénéfices auprès l’administration française. Elles exploitent les ressources naturelles, principalement le caoutchouc mais aussi le sucre, les bois précieux et l’ivoire. Les domaines de ces sociétés sont immenses, variant de 200 000 à 14 millions d’hectares. Ce système a perduré au-delà de 1930 et a eu des incidences négatives. Ce système faisait du concessionnaire le maître des terres qui lui étaient allouées. Ce système est surtout marqué par l'inexistence d'une Administration locale malgré son conseil d'administration. La concession de grandes étendues du territoire à des sociétés concessionnaires va poser un problème pour le recouvrement des impôts directs en nature. En effet les compagnies considéraient que tout ce qui était produit était leur propriété. Le ministère des Colonies donna l'ordre de recouvrer l'impôt en espèces en encourageant les compagnies à acheter des produits africains avec des devises. Les compagnies offrirent de se charger du recouvrement de l'impôt. Assez rapidement ce système engendra des abus scandaleux qui vont amener en 1905 la mission d'enquête de Brazza alors que Gentil est commissaire général.
De retour au Congo, Henri de Lamothe soutient énergiquement la mission Gentil, au moment précis où le désastre de la colonne Vouet-Chanoine, le massacre du détachement Bretonnet et les hésitations de l'Administration centrale exigent une prompte et vigoureuse initiative. Il signe l'arrêté  mettant en application le décret signé le 28 septembre 1897 créant un nouvel ordre judiciaire au Congo indépendant de la cour d'appel du Sénégal sur le modèle de ce qui existait déjà en Côte d'Ivoire ou au Dahomey. Il rentre en France à sa demande le 28 avril 1900. Émile Gentil est commissaire général du Congo entre 1902 et 1910. Innocenté à la suite de l'enquête Brazza sur les exactions faites par des Français, en 1905, il organise les quatre circonscriptions du Gabon, du Moyen-Congo, de l’Oubangui-Chari et du Tchad, qui ont constitué l'Afrique-Équatoriale française (AEF).

### Le territoire du Moyen-Congo
En 1910, le Moyen-Congo fait partie de l'ensemble de colonies du gouvernement général de l'Afrique-Équatoriale française (AEF), avec l'Oubangui-Chari, actuel Centrafrique et Tchad ; son chef-lieu est Brazzaville. À partir de ces années, le territoire du Moyen-Congo est livré aux compagnies concessionnaires, exploitant notamment le caoutchouc, le bois et d'autres produits tropicaux. Le travail forcé et les mauvais traitements infligés aux habitants de la région suscitent à plusieurs reprises d'importantes polémiques en métropole. Une commission d'enquête est mise en place, mais elle ne publie jamais ses conclusions. Les compagnies concessionnaires qui sont à l'origine de cette exploitation sont, pour les plus importantes : la SCKN. Société concessionnaire du Kouilou-Niari, la C.C.S.O. Compagnie Concessionnaire de la Sangha-Oubangui, la CFAO. Comptoirs Français de l'Afrique Occidentale, la SHO-Congo Société de Haut-Ogoué et du Congo...

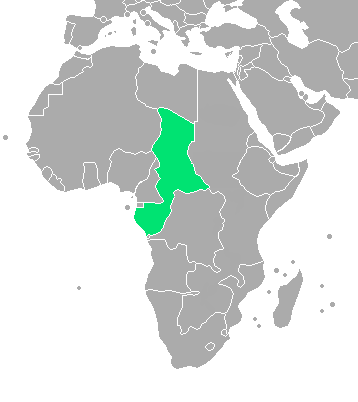
L'Afrique-Équatoriale française.

En 1910, Pointe-Noire devient capitale du Moyen-Congo, tandis que Brazzaville est capitale de l'Afrique équatoriale française. En 1911 une première mission hydrographique à partir du Gabon, dirigée par le lieutenant de vaisseau Audoin, est lancée, pour le tracé d'un chemin de fer en Afrique centrale, de Brazzaville, et qui arriverait à Libreville.
Ce chemin doit permettre l'évacuation des matières premières des territoires de l'AEF sans trop de difficultés. Une autre possibilité de tracé est évoquée par le détracteur de l'arrivée à Libreville, deux arguments à leur avantage, tracé long, et manque d'eaux profondes à Libreville. Le tracé au sud offre la possibilité de deux baies en eaux profondes et d'être le plus court possible. Il ne reste qu'à choisir entre Punta Negra - aujourd'hui Pointe-Noire et pointe indienne. Le 13 juillet 1914, est signé le décret autorisant la construction du chemin de fer et de ses deux ports Brazzaville sur le fleuve et Punta Negra sur la mer. Le site de Punta Negra est choisi pour le port en mer.
En 1921, est donné le premier coup de pioche des travaux de la construction du chemin de fer et de ses ports par le gouverneur général Victor Augagneur.
Le bureau régional pour l'Afrique de l'Organisation mondiale de la santé s'installe à Brazzaville en 1952.

### Vers l'indépendance

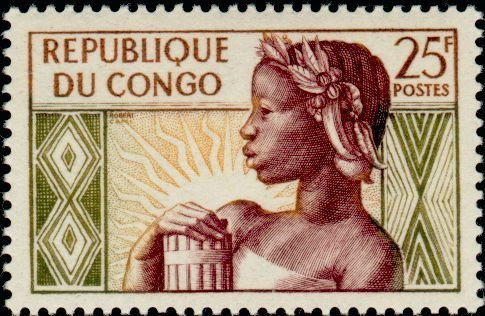
Allégorie de la naissance de la République (timbre émis en 1959).

Les premières élections municipales ont lieu en 1956 ; l'abbé Fulbert Youlou est élu maire de Brazzaville, et Stéphane Tchitchelle maire de Pointe-Noire. L'idée de l'indépendance fait son chemin, notamment grâce à l'influence du matsouanisme sur les milieux politiques laris du Pool (l'abbé Youlou revendique l'héritage d'André Matsoua), même si, comme dans le reste de l'Afrique équatoriale française, elle est moins avancée qu'en Afrique occidentale. En novembre 1958, à la suite de la loi-cadre de Gaston Defferre de 1956, le territoire du Moyen-Congo devient la république du Congo ; elle est dotée de l'autonomie, mais non de l'indépendance. Le Congo se prononce pour l'entrée dans la Communauté, et l'Assemblée nouvellement élue transfère la capitale à Brazzaville.
En 1959, des violences éclatent dans le pays.

## République du Congo (1960-1992)

### Premières années du Congo indépendant (1960-1969)

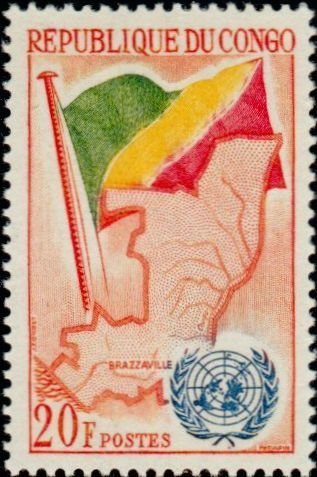
Admission à l'ONU (timbre émis en 1961).

Le 15 août 1960, la même année que la plupart des pays colonisés de l'Afrique noire sous domination française, le Congo accède à l'indépendance sous le nom officiel de « République du Congo » mais souvent appelé « République congolaise » dans les années 1960 (pour la distinguer de l’autre « république du Congo », ex-Congo belge devenu indépendant peu avant la même année 1960, qui deviendra « République démocratique du Congo » le 1er août 1964). Depuis cette période de confusion, les deux pays seront informellement mais couramment désignés avec le nom de leurs capitales respectives (Congo-Brazzaville pour le Congo anciennement français au nord-ouest du fleuve et Congo-Léopoldville puis Congo-Kinshasa pour l’ancien Congo belge), d’autant que le nom officiel des deux pays a changé plusieurs fois.
En 1960, l'abbé Fulbert Youlou, alors Premier ministre, devient le premier président de la république du Congo. Il reste à ce poste jusqu'en 1963. Au cours des événements des 13, 14 et 15 août 1963 - ces journées sont appelées les « Trois Glorieuses » - l'abbé Youlou, est contraint à la démission sous la pression des syndicalistes. Le général de Gaulle ne le soutient pas à cette occasion - alors que l'armée française intervient six mois plus tard pour rétablir Léon Mba à la tête du Gabon.
De 1963 à 1968, Alphonse Massamba-Débat remplace l'abbé Youlou à la tête de l'État ; celui-ci, avec son équipe gouvernementale formée en grande partie dans les écoles occidentales, se rapproche de la Chine communiste en matière de politique internationale, et se prononce en faveur du socialisme. Le président utilise l'expression de « socialisme bantou », instaure un parti unique, et abandonne le pluralisme politique. Pascal Lissouba puis Ambroise Noumazalaye sont Premiers ministres. Beaucoup des cadres politiques de l'époque sont fascinés par le socialisme scientifique ; mots d'ordre et articles de presse s'inspirent du style alors en usage en URSS, en Chine et dans les démocraties populaires. En témoigne ce mot d'ordre publié en une de l'hebdomadaire Etumba en juin-juillet 1968 :
« 
Que ceux qui se sont infiltrés dans les rangs des comités révolutionnaires pour se servir et non pour servir le peuple tremblent. Car le châtiment de ce même peuple les attend au tournant.

Que ceux qui ont été portés aux comités révolutionnaires par la confiance des militants continuent comme par le passé à travailler sans relâche pour la cause de tous avec abnégation et désintéressement et le peuple lui-même saura reconnaître leurs mérites. »
La politique économique privilégie les sociétés d'État en matières d'équipement (logement, etc.) et les sociétés mixtes. Le secteur privé reste toujours très puissant par le biais des sociétés étrangères, notamment la CPC (Compagnie des potasses du Congo), ELF-Congo dans le secteur du pétrole, et plusieurs sociétés d'exploitation du bois, qui représente la première ressource budgétaire.
En 1964, des Brazzavillois expulsés de Kinshasa par le gouvernement de Moïse Tshombé reviennent au Congo,. À cette date, la voisine « république du Congo » (à Kinshasa) devient la première « république démocratique du Congo » par décision présidentielle (dans une quête de légitimité et « d’authenticité »), et la « République congolaise » (ex-Congo français au nord-ouest du fleuve Congo) gardera pour elle le nom de « république du Congo » ce qui ajoutera à la confusion entre les deux pays, et entérinera pour longtemps la désignation informelle de « Congo-Brazzaville »
Le 2 août 1968, à la suite du soulèvement de certains éléments de l'armée, Massamba-Débat est contraint de se retirer à Boko (région du Pool), son village natal, puis de donner sa démission le 4 septembre 1968. L'élément déclencheur du putsch a été l'arrestation du capitaine Marien Ngouabi, officier de l'armée congolaise connu pour ses convictions socialistes. Libéré le 31 juillet par un groupe de parachutistes, celui-ci crée le 2 août le CNR (Conseil national de la Révolution), dont il prend la tête. Le capitaine Alfred Raoul, proche de ce dernier, fait fonction de chef de l'État jusqu'à ce que le CNR s'autoproclame « organe suprême de l'État » le 31 décembre 1968. À partir de cette date, Marien Ngouabi, qui s'est entretemps promu au grade de commandant, est chef de l'État congolais.

### République populaire du Congo (1969-1992)
- République populaire du Congo

Le drapeau de la république populaire du Congo (1970-1992).

Le 31 décembre 1968, le capitaine Marien Ngouabi (1938-1977) devient président du Congo, réaffirmant l'option socialiste du pays. Le Congo connaît sa deuxième république, cette fois une république populaire. L'administration est centralisée à Brazzaville, les principaux postes sont occupés par les cadres du Parti congolais du travail (PCT), qui a tenu son congrès constitutif du 29 au 31 décembre 1969 à Brazzaville. La république du Congo devient « république populaire du Congo », elle adopte le drapeau rouge et un nouvel hymne national, Les Trois Glorieuses, qui fait référence aux trois journées de soulèvement qui avaient entraîné la chute de Fulbert Youlou en août 1963.
Le régime est instable et doit faire face à de nombreux soubresauts : à la tête d'un commando, le lieutenant Kinganga s'empare des bâtiments de la radiodiffusion et télévision congolais le 23 mars 1970, avant d'être abattu ; le 22 février 1972, le lieutenant Ange Diawara, soutenu par l'aile gauche du Parti, tente lui aussi un coup d'état, avant de prendre le maquis dans la région du Pool, où il résiste au pouvoir jusqu'au printemps 1973, tandis que le vice-président Moudileno Massengo démissionne en août 1972 depuis la  République Démocratique d'Allemagne. De nombreuses vagues d'arrestations touchent les personnalités soupçonnées d'être impliquées dans ces tentatives, notamment l'ancien Premier ministre Pascal Lissouba, arrêté à plusieurs reprises, notamment à l'occasion des grèves de 1976 à Brazzaville et de l'assassinat de Marien Ngouabi en 1977.
Au cours de cette période, le Congo reste dépendant de l'extérieur, en particulier en ce qui concerne les produits alimentaires et manufacturés ; son économie repose sur les exportations de matières premières brutes (bois, potasse, pétrole, fer, etc.). Les ressources pétrolières restent modestes, et le pays est loin d'atteindre la prospérité relative du Gabon voisin.
Le 18 mars 1977, le président Marien Ngouabi est assassiné dans sa résidence. Dans les jours qui suivent, le cardinal Émile Biayenda, archevêque de Brazzaville (le 22 mars) et l'ancien président de la République Alphonse Massamba-Débat sont également assassinés. Le 5 avril 1977, le colonel Joachim Yhombi-Opango, devient président de la République, et ce jusqu'en février 1979.
Le 5 février 1979, le colonel Denis Sassou-Nguesso (1943-), prend le pouvoir, et qualifie par la suite son coup d'État de « riposte résolue de l'ensemble des forces de gauche de notre pays contre le courant droitier », visant à rompre avec « la politique d'irresponsabilité, de démission nationale, d'obscurantisme et d'aplatissement devant l'impérialisme des éléments de la bourgeoisie bureaucratique ». Il reste au pouvoir jusqu'en août 1992. D'une manière générale, les successeurs de Ngouabi ne modifient guère la gestion des affaires de l'État, qui reste fondée sur le monopartisme et la centralisation de l'activité politique et administrative (système dit « Obumitri » pour « oligarchie, bureaucratie, militarisme et tribalisme »). Denis Sassou-Nguesso se pose en seul héritier légitime de Marien Ngouabi, la presse gouvernementale (notamment le journal Etumba) le présentant comme le mokitani ya Marien Ngouabi (« digne successeur de Marien Ngouabi » en lingala).
Les tensions s'accentuent à la fin de la première présidence de Sassou-Nguesso, en particulier après l'adoption d'un plan d'ajustement structurel en juin 1985, la dette extérieure du Congo étant devenu impossible à maîtriser. Des émeutes lycéennes se produisent les 9 et 11 novembre 1985. Mais le régime ne commence réellement à perdre le contrôle de la situation qu'au milieu de l'année 1990. La Confédération syndicale congolaise (CSC) présidée par Jean-Michel Bokamba-Yangouma, s'oppose à un projet d'abaissement de l'âge de la retraite des fonctionnaires de 60 à 55 ans, et se détache peu à peu du parti unique. Elle prend son indépendance le 16 septembre 1990. La fin de l'année est marquée par de nombreuses grèves.

## Renouveau du Congo (1991-)

### Conférence nationale souveraine (1991)
La Conférence nationale s'ouvre le 25 février 1991, et se proclame immédiatement souveraine. Elle est présidée par l'évêque d'Owando, Mgr Ernest Kombo. Y siègent des représentants de l'État, de partis politiques et d'associations de la société civile. Le président Sassou-Nguesso se voit retirer la plupart de ses prérogatives, mais n'est pas destitué. La restauration des symboles de l'hymne national et le drapeau tricolore proposé par Mbiki De Nanitélamio le président du RPR : est approuvée. Un Conseil supérieur de la République (CSR) remplace l'Assemblée nationale populaire.
Une nouvelle constitution est approuvée par référendum le 15 mars 1992, avec 96,3 % de oui. La république populaire du Congo redevient « république du Congo », la question de distinction avec le Zaïre voisin n’étant plus pertinente non plus. La désignation informelle du pays « Congo-Brazzaville » est cependant réapparue en 1997 lorsque le Zaïre voisin a repris aussi officiellement son ancien nom de « république démocratique du Congo » à la fin du régime de Mobutu, causant des disputes diplomatiques entre les deux pays au sujet de l’appropriation du nom (pourtant légitime historiquement et géographiquement) repris par l’ex-Zaïre (qui a voulu même aussi reprendre le nom Congo sans qualificatif, une requête maintenant abandonnée).
Dans la foulée de l'adoption de la nouvelle constitution se tiennent les différentes scrutins : municipal et régional en mai 1992, législatif en juin-juillet. Lors des législatives, l'Union panafricaine pour la démocratie sociale (UPADS) de Pascal Lissouba (1931-2020) arrive en tête devant le Mouvement congolais pour la démocratie et le développement intégral (MCDDI) de Bernard Kolélas (1933-2009) et le PCT. Lors de l'élection présidentielle, en août, Pascal Lissouba et Bernard Kolélas passent le premier tour avec respectivement 35,9 et 20,3 % des voix. Denis Sassou-Nguesso arrive en troisième position avec 16,9 % des voix ; au deuxième tour, il apporte son soutien à Pascal Lissouba, qui est élu avec 61,3 % des suffrages contre 38,7 % à Bernard Kolélas.

### Années Pascal Lissouba (1992-1997)
Lors des pourparlers en vue de la constitution du gouvernement, Pascal Lissouba (1931-2020) propose à son allié Sassou trois ministères contre sept qu'exigeait le PCT, dont l'Agriculture et les Sports. Contre l'avis de son parti, Sassou accepte et transmet à Lissouba la liste de ses trois poulains, Grégoire Lefouoba, Isidore Mvouba et François Ibovi.
Malgré cette interdiction, Grégoire Lefouoba fait défection et accepte le poste de ministre de l'agriculture. Maurice-Stéphane Bongho Nouarra (UPADS) est Premier ministre. Sassou change alors de camp et s'allie à Bernard Kolélas, l'infortuné du 2e tour de l'élection présidentielle. C'est le début d'un bras de fer entre d'un côté le président Lissouba et de l'autre la nouvelle alliance de l'opposition sous le label URD-PCT et apparentés. Cette nouvelle coalition majoritaire à l'Assemblée vote une motion de censure contre le gouvernement en place, qui tombe. Lissouba doit dissoudre l'Assemblée. Des manifestations ont lieu : trois personnes succombent à des tirs de police (fusillade dite « du Centre culturel français »). Les 2 et 3 décembre, l'Armée sous la direction de son chef d'État major, le général Jean-Marie Mokoko (1947-) tente un coup de force avec la formule de gouvernement 60/40 basée sur la signature d'un protocole d'accord par tous les partis. Le 24 décembre, Claude-Antoine Da-Costa (1932-2007) (UPADS) est nommé Premier ministre et forme un nouveau gouvernement majoritaire de l'opposition.
L'opposition URD-PCT conteste le résultat du premier tour des élections législatives de mai-juin 1993 et perturbe le deuxième tour, qui ne peut se tenir dans toutes les circonscriptions. C'est le début d'affrontements armés. Sassou fournit une aide logistique conséquente à Kolelas qui crée une milice de "Ninjas" (miliciens pour la plupart issus du Pool, un département du sud ; on parle de « Ninjas de Kolélas »). Sassou de son côté continue à s'aider de la milice des Cobras du PCT. Lissouba, qui constate que l'armée refuse d'affronter les Ninjas, crée la milice des "Cocoyes". Jacques Yhombi-Opango (1939-2020) est nommé Premier ministre en juin.
En juillet 1993, les Cocoyes et les Ninjas s'affrontent dans les quartiers sud de Brazzaville (Bacongo, quartier d'origine de plusieurs habitants du Pool). C'est le premier affrontement civil.
En 1994, dans un souci d'apaisement, Kolélas intègre le gouvernement, comme « opposition constructive ». En mai-juin 1994, une loi dite de décentralisation est votée, consacrant ainsi l'autonomie de gestion reconnue dans la constitution de mars 1992.
Sassou est hostile au compromis d'« opposition constructive » et met à profit cette période pour préparer un coup d'État : de 1995 à 1997, il voyage beaucoup entre sa région d'origine (Oyo, dans la région de la Cuvette), le Gabon et la France. Il rencontre dans le nord de nombreux réfugiés, civils et militaires, d'origine rwandaise (dont les miliciens« Hutu Power »). Ceux-ci, arrivés avec le HCR, ont même créé leurs propres villages dans divers endroits. Sassou en intègre certains au sein de sa milice Cobra, en tant qu'instructeurs. Des réfugiés civils rwandais sont formés aux combats. En parallèle, Sassou continue à recevoir des armes depuis plusieurs pays voisins (Gabon, Angola).
En 1997, Sassou veut entrer dans une ville du nord, Owando, sur une chaise à porteurs traditionnelle réservée aux dignitaires locaux. Les villageois s'y opposent. Les Cobras, présents, ouvrent le feu et font plusieurs morts.
Le 5 juin 1997, des militaires gouvernementaux entourent la résidence de Sassou à Brazzaville, sur mandat d'amener du procureur d'Owando contre deux officiers impliqués dans les violences des semaines précédentes. Sassou déploie alors un impressionnant armement (chars légers, canons) et ses troupes combattent l'armée congolaise.
Le 15 octobre 1997, la guerre civile du Congo voit la victoire de Denis Sassou-Nguesso, aidé par des troupes angolaises. Il abroge la constitution de 1992.

### Retour de Denis Sassou-Nguesso (1997)
Après une période de relatif apaisement, le président Sassou met en place des instances provisoires de gouvernement, notamment le Conseil national de transition (CNT). Le conflit reprend à la fin de l'été 1998. La population des quartiers sud de Brazzaville doit fuir en décembre 1998.
Le pouvoir ne reprend le contrôle de la quasi-totalité du territoire qu'à l'automne 1999 ; une partie du Pool reste aux mains de la rébellion. À la fin de l'année, Sassou-Nguesso tente de relancer une politique dite de réconciliation nationale. Il signe des accords avec la république démocratique du Congo et le HCR pour le retour des réfugiés qui avaient fui la guerre civile en se réfugiant à Kinshasa. Au cours de ces retours, plusieurs centaines de disparitions ont été constatées par les familles et les observateurs internationaux. De nombreux réfugiés ont été exécutés par les forces de sécurité congolaises : c'est « l'affaire des disparus du Beach ». Le chiffre de 353 disparus est évoqué.
En 2002 est adoptée une nouvelle constitution supprimant le poste de Premier ministre, renforçant les pouvoirs du président de la République. Le président est élu pour un mandat de 7 ans renouvelable une seule fois. La même année a lieu l'élection du président de la République ; Denis Sassou-Nguesso est reconduit à son poste.

### Depuis 2002
Le septennat de Denis Sassou-Nguesso (1943-), de 2002 à 2009, est marqué par le retour à la paix civile, même si des troubles subsistent dans l'Ouest du Pool. La flambée des cours du pétrole enrichit considérablement l'État, dont le budget annuel dépasse pour la première fois les 100000 milliards de francs CFA. De nombreux projets de construction d'infrastructures sont entrepris (port de Pointe-Noire, autoroute Pointe-Noire - Brazzaville...) en coopération avec des États et entreprises étrangers (France, Chine...).
Le 20 mars 2016, après avoir fait modifier la constitution (cf. infra), Denis Sassou-Nguesso est réélu dès le premier tour de l'élection présidentielle avec 60,07 % des voix, score validé par la Cour constitutionnelle le 4 avril suivant.
Le 23 mars 2021, la commission électorale annonce que Denis Sassou-Nguesso est réélu dès le premier tour de l'élection présidentielle avec 88,57 % (résultats provisoires officiels). La participation est estimée à 67,55 % et son principal opposant, Guy Brice Parfait Kolélas, (mort de la Covid-19 le lendemain de l'élection), recueille 7,84 % des voix. Ses opposants annoncent former des recours. Le 6 avril 2021, La Cour constitutionnelle de la République du Congo a entériné la réélection du président Denis Sassou Nguesso au scrutin du 21 mars, après avoir rejeté les recours de l'opposition.

### Nouvelle constitution (2015)
En 2015, Denis Sassou-Nguesso organise une série de consultations avec des personnalités politiques du pays afin d’examiner une possible modification de la constitution en vigueur dans le pays depuis 2002. La démarche est vivement critiquée par une partie de l’opposition qui y voit une manœuvre afin de pouvoir se présenter une troisième fois à la présidence de la République (la Constitution limitant le nombre de mandats présidentiels à deux et l’âge pour se présenter à la présidence de la République à 70 ans). La majorité assure de son côté souhaiter renforcer les institutions du pays en passant d’un régime présidentiel à un régime semi-présidentiel.
Le 25 octobre 2015, la nouvelle constitution est adoptée par référendum. Elle est entrée en vigueur le 6 novembre 2015, après sa promulgation par Denis Sassou-Nguesso.

## Galerie d'hommes politiques récents
Présidence :

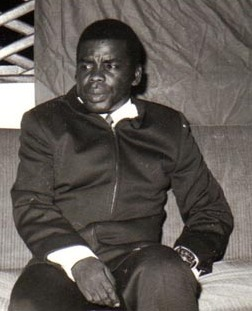
Marien Ngouabi 1969-1977
Joachim Yhombi-Opango 1977-1979
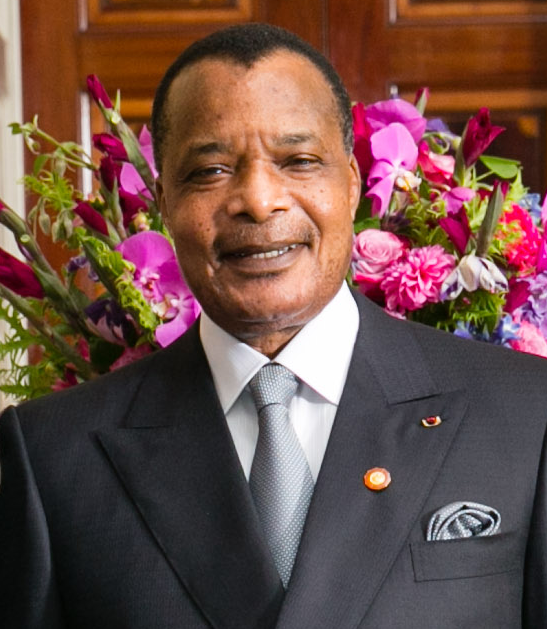
Denis Sassou-Nguesso 1979-1992 1997-présent
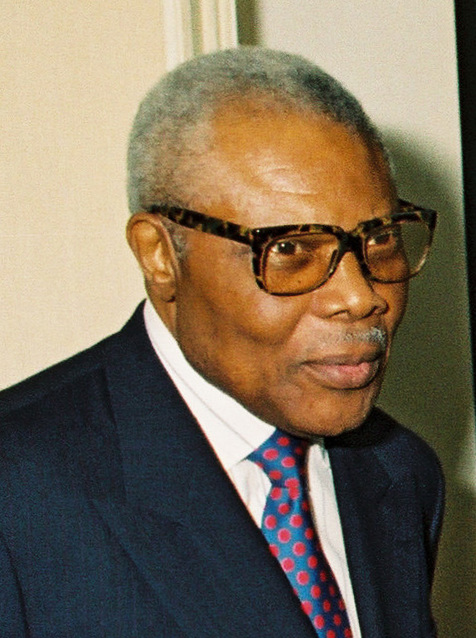
Pascal Lissouba 1992-1997

Gouvernement :

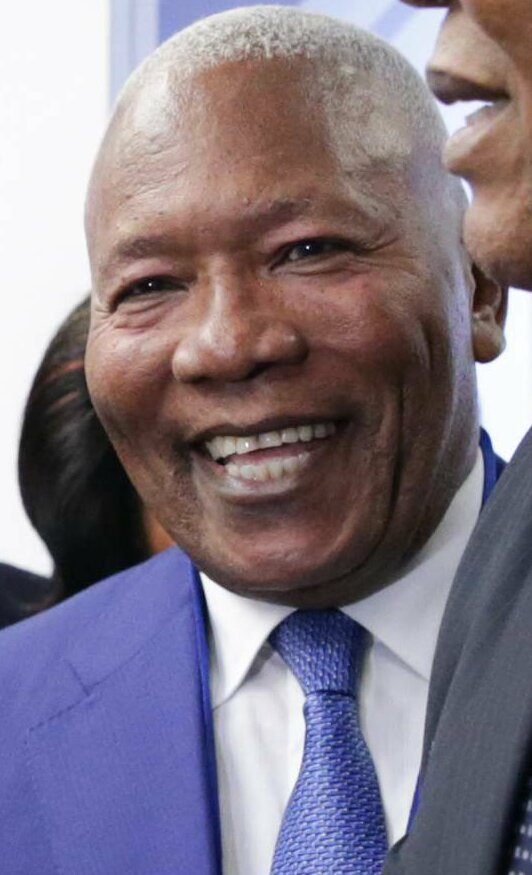
Isidore Mvouba 2005-2009
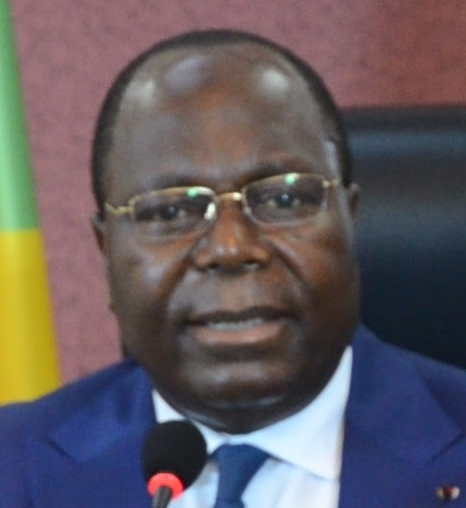
Clément Mouamba 2016-2021
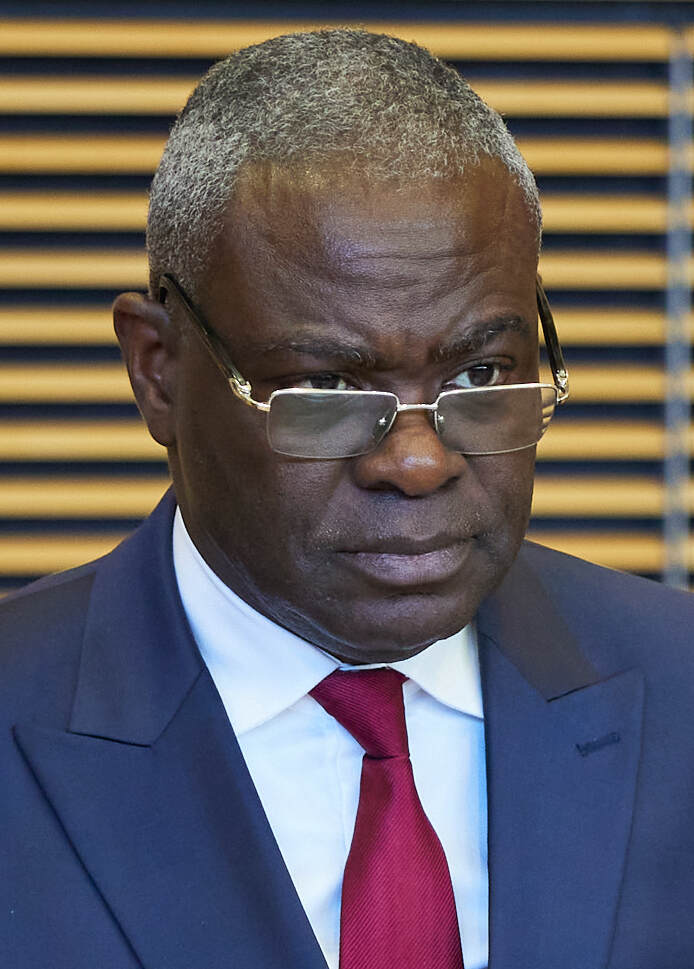
Anatole Collinet Makosso 2021-présent

#### Historiographie
- Catherine Coquery-Vidrovitch, Le Congo au temps des grandes compagnies concessionnaires (1898-1930), Paris-La Haye, Mouton, 1972
- Hervé Brisset-Guibert, Histoire de Brazzaville, identité coloniale, identité nationale, mémoire de maitrise, Poitiers, 1988, 257p.
- Élisabeth Dorier-Apprill, Abel Kouvouama et Christophe Apprill, Vivre à Brazzaville - Modernité et crise au quotidien, Karthala, 1998
- Marie Élion, La Formation de la conscience nationale en République populaire du Congo, Anthropos, 1977
- Grégoire Ndaki, Crises, mutations et conflits politiques au Congo-Brazzaville, L'Harmattan, 1997
- Théophile Obenga, L'histoire sanglante du Congo-Brazzaville (1959-1997) - Diagnostic d'une mentalité politique africaine, Présence africaine, 1998
- Jules Saintoyant (préf. Charles-André Julien), L'affaire du Congo 1905, Paris, Éditions de l'Épi, 1960 (lire en ligne) (extrait), compte-rendu par Marcel Emerit, « Jules Saintoyant : L'affaire du Congo, 1905 », Annales, t. 16, no 4,‎ 1961, p. 826-827 (lire en ligne)
- Marcel Soret, Histoire du Congo Brazzaville, Berger-Levrault, 1978.
- Patrice Yengo, La Guerre civile du Congo-Brazzaville 1993-2002, Karthala, 2006

#### Documents et témoignages
- Ngouabi, Marien, Vers la construction d'une société socialiste en Afrique, Présence Africaine, 1975
- Sassou-Nguesso, Denis, Le manguier, le fleuve et la souris, Lattès, 1997

#### Congo précolonial
- Pygmées, peuple chasseur-cueilleur (chasseurs-cueilleurs en Afrique)
- Bantous, Expansion bantoue (depuis -2000 AEC)
- Liste de civilisations précoloniales en Afrique de l'Est
- Esclavage en Afrique (pré-européen)
- Commerce des esclaves, traites négrières, commerce triangulaire
- Royaume de Cacongo (1450c-1883)
- Royaume de Loango (1550c-1883), Loango (république du Congo), ancien port d'embarquement des esclaves de Loango
- Royaume Yeke (1856-1891)
- Chefferies traditionnelles diverses
- Exploration européenne de l'Afrique

#### 1880c-1960c
- Association internationale africaine (1876, AIC)
- Expéditions préludes à la fondation de l'État indépendant du Congo, Pierre Savorgnan de Brazza (1852-1905)
- Indigénat (1881-1945)
- Congo français (1882-1910) (en 1903 Moyen-Congo)
- École nationale de la France d'outre-mer (1889)
- Affaire de Fort Crampel (1903), Rapport Brazza (1905-1906)
- Afrique-Équatoriale française (1910-1958), liste des dirigeants de l'Afrique-Équatoriale française
- Histoire de la culture du coton en Afrique subsaharienne, Cotonfran (1926-1971), Groupe Geocoton Advens ("Compagnie française pour le développement des fibres textiles")
- Guerre du Kongo-Wara (1928-1933), résistance passive
- Chemin de fer Congo-Océan (1934-1962, CFCO)
- Pointe-Noire (république du Congo)
- Résolution 152 du Conseil de sécurité des Nations unies (1960)

#### Depuis 1960c
- États unis de l'Afrique latine (1957-1959, projet avorté)
- Union des républiques d'Afrique centrale (1960, projet avorté)
- Communauté économique des États de l'Afrique centrale (1983)
- Néocolonialisme, Françafrique, Russafrique, Chinafrique, Relations sino-africaines
- Guerre civile du Congo-Brazzaville (1997-1999), Opération Pélican
- Guerre du Pool (1998-2005), combattants rebelles Ninja
- Politique en république du Congo
- Élections en république du Congo
- Liste des présidents de la république du Congo
- Premiers ministres de la république du Congo, Gouvernement de la république du Congo
- Clemente Bicocchi, Black Africa, White Marble (en) (2012), film documentaire italien